# Invasion der Île de France
Die Invasion der Île de France war eine erfolgreiche britische amphibische Operation im Indischen Ozean, die im November 1810 durchgeführt wurde. Bei dieser Operation landete die Royal Navy eine große Streitmacht in Grand Baie auf der französischen Kolonie Île de France, dem heutigen Mauritius, an. Die britischen Truppen marschierten gegen den schwachen französischen Widerstand ins Landesinnere und konnten die Verteidiger in einer Reihe kleinerer Gefechte überwältigen, die in der Einnahme der Hauptstadt Port Louis gipfelten. Mit der Kapitulation fiel das letzte französische Territorium im Indischen Ozean weg. Die Île de France wurde am Ende des Krieges unter dem Namen Mauritius von Großbritannien übernommen und blieb bis 1968 Teil des britischen Empire.

## Hintergrund
Die Operation war der Höhepunkt eines zweijährigen Konflikts um die Insel und die benachbarte Île Bourbon zwischen einem britischen Geschwader unter Commodore Josias Rowley auf der einen und einem französischen unter Capitaine de frégate (Fregattenkapitän) Jacques Hamelin auf der anderen Seite. Hamelin überfiel wiederholt britische Handelskonvois und Rowley antwortete mit amphibischen Angriffen auf französische Häfen, aber keiner der beiden hatte die Oberhand gewonnen, als Rowley im August 1810 den Großteil seiner Streitkräfte zum Angriff auf den Hafen von Grand Port auf der Île de France schickte. Im anschließenden Gefecht bei Grand Port wurde das britische Geschwader vernichtet, und Hamelin begann, Rowley auf der Île Bourbon zu blockieren. Nach der Entsendung von britischer Verstärkung kam es zu mehreren Gefechten zwischen britischen und französischen Marineverbänden. Am 18. September wurde Hamelin besiegt und von Rowley gefangen genommen. Dies ermöglichte Rowley, seine Streitkräfte in den nächsten zwei Monaten aufzustocken, bis sie für eine erfolgreiche Invasion ausreichen würden.
Seit die ersten britischen Handelsposten in Indien errichtet wurden, war der Indische Ozean zu einer der wichtigsten britischen Handelsregionen geworden. Bis zum Beginn der Koalitionskriege überquerten jährlich Waren im Wert von Millionen von Pfund die Handelsrouten über den Ozean, zumeist in den schwer bewachten Konvois der Ostindienfahrer. Die Franzosen erkannten die wirtschaftliche Bedeutung dieser Konvois, stellten aber bis 1808 keine ausreichenden Kräfte zur Verfügung, um den indischen Handel zu stören. Ende 1808 entschloss sich Napoleon, ein starkes Fregattengeschwader unter dem Kommando von Jacques Hamelin in den Ozean zu entsenden, um die auf den Inselstützpunkten Île Bonaparte und Île de France verfügbaren Kräfte zu verstärken und den britischen Seehandel in der Region zu stören. Zwischen Mai 1809 und Juli 1810 konnte Hamelin sieben Schiffe der East India Company sowie eine große Zahl kleinerer Handels- und Kriegsschiffe aufbringen.
Als Reaktion wurde Commodore Rowley von Vizeadmiral Albemarle Bertie, dem Befehlshaber der britischen Marinebasis am Kap der Guten Hoffnung, beauftragt, die französischen Inseln zu blockieren und sich auf eine Invasion vorzubereiten, sobald die erforderlichen Kräfte freigesetzt werden konnten. Anfang Juli 1810 hatte Rowley auf seinem Stützpunkt auf Rodriguez genügend Truppen aufgestellt, um die Île Bourbon erfolgreich zu erobern. Im August versuchte Rowley, seine Blockade der Île de France auszuweiten, indem er kleine, den Haupthäfen vorgelagerte Inseln einnahm. Damit hoffte er, die Durchfahrt der Schiffe durch die Korallenriffe, die die Insel umgeben, zu kontrollieren. Die erste Operation war die Einnahme der Île de la Passe, die am 13. August erfolgreich gesichert wurde. Am 20. August erzwang ein französisches Geschwader, bestehend aus der Bellone, der Minerve, der Victor sowie den Prisen Windham und Ceylon, die Einfahrt in den Hafen. Um eine französische Überzahl zu verhindern, wurde Kapitän Samuel Pym beauftragt, mit seinen vier Fregatten die in der Bucht vor Anker liegenden französischen Schiffe anzugreifen. Das darauf folgende Gefecht endete für die Briten in einer Niederlage, bei der zwei der Fregatten auf Grund liefen und zwei weitere gekapert wurden.
Nachdem Rowley von der Niederlage erfahren hatte, sandte er eine Nachricht an die britischen Stützpunkte in Madras und Kapstadt mit der dringenden Bitte um Verstärkung. Außerdem erhielt er Unterstützung von Robert Corbett, der mit den beiden Schiffen Africaine und Ceylon in Rodriguez von der Situation erfuhr. Bei ihrer Ankunft in Réunion am 12. September wurden beide Fregatten von Hamelins Blockadegeschwader aufgebracht. Beide Schiffe konnten innerhalb weniger Stunden nach ihrem Verlust zurückerobert werden. Am 18. September konnte schließlich Hamelin und sein Flaggschiff Vénus in britische Gewalt gebracht werden. Die Gefangennahme von Hamelin war ein schwerer Schlag für das Geschwader auf der Île de France, das zudem mit Versorgungsproblemen zu kämpfen hatte.

## Auftakt
Als Grund für die Invasion wurde zwar auf britischer Seite die Niederlage bei Grand Port angegeben, aber tatsächlich war die Eroberung der Insel bereits seit 1809 ins Auge gefasst worden. Das militärische Vorgehen wurde sowohl auf strategischer Ebene von Bertie in Kapstadt und Lord Minto in Madras als auch auf taktischer Ebene von Rowley und seinem Kollegen in der britischen Armee, Oberstleutnant Henry Keating auf Rodriguez, sorgfältig geplant. Die Transportschiffe und Soldaten sollten von den indischen Garnisonen in Madras, Bombay und Kalkutta kommen und von General John Abercromby angeführt werden, während die Seestreitkräfte zum Schutz und zur Unterstützung der Invasionstruppen vom Kap der Guten Hoffnung aus bereitgestellt werden sollten.

Die Wahl fiel auf Grand Baie an der Nordwestküste, etwa 19 km nördlich der Inselhauptstadt Port Louis, wo eine Elitetruppe von 1.555 Mann aufgestellt werden sollte, die sich aus den Grenadier- und leichten Kompanien der an der Invasion beteiligten Regimenter zusammensetzen sollte. Diese Vorhut sollte an Land stürmen und schnell auf die Hauptstadt vorrücken, eng unterstützt von einer Marinebrigade und Einheiten der Royal Marines, gefolgt vom Hauptteil der Armee mit 5.293 Soldaten. Die gesamte Truppe sollte logistische Hilfe und Artillerieunterstützung von Schiffen der Royal Navy erhalten, die den Vormarsch entlang der Küste verfolgen sollten. Die Armee hatte den Auftrag, Port Louis einzunehmen und den Gouverneur Charles Decaen gefangen zu nehmen, was – so hoffte man – ausreichen würde, um die Kapitulation der gesamten Insel zu erzwingen.

Nachdem Bertie bis zum 4. September vergeblich auf Transportschiffe für seine Truppen gewartet hatte, entschied er sich, zusammen mit Philip Beaver, der am 23. August aus England eingetroffen war, alleine aufzubrechen. Nach seiner Ankunft am 2. Oktober übernahm er das Kommando über das Geschwader, das ab dem 19. Oktober die französischen Fregatten im Hafen von Port Louis blockierte. Bis zum 6. November trafen die Truppen aus Bombay und Madras ein. Da bis zum 21. November keine weiteren Transportschiffe eintrafen, entschied sich Bertie, mit der Landung zu beginnen. Das Kommando über die Landung wurde Beaver übertragen. Keating erhielt das Kommando über die Vorhut der Landstreitkräfte, während Kapitän William Augustus Montagu die Marinebrigade befehligte und Abercromby die Gesamtverantwortung trug. Rowley blieb mit der Boadicea auf See, ebenso wie Bertie, der die Africaine als Flaggschiff übernahm.
Die französische Antwort auf die drohende britische Invasion war die Mobilisierung der 10.000 Mann starken Miliz der Insel. Trotz ihrer großen Zahl war diese Truppe untrainiert, schlecht bewaffnet und wenig motiviert. Decaen selbst erkannte, dass sie im Falle eines Angriffs durch britische reguläre Soldaten unzuverlässig sein würden. Er verstärkte seine Streitkräfte auch, indem er versuchte, Freiwillige aus den Hunderten von Kriegsgefangenen zu rekrutieren, die in den Gefängnissen der Insel festgehalten wurden (eine der Hauptursachen für die Lebensmittelknappheit auf der Île de France). Mehr als 500 Freiwillige erklärten sich bereit, seiner Armee beizutreten, die meisten von ihnen Iren, denen er französische Unterstützung bei der Erlangung der irischen Unabhängigkeit von Großbritannien versprach. Insgesamt konnte Decaen 1.300 reguläre Soldaten zur Verteidigung der Hauptstadt aufbieten, die er dem Befehl von General Edmé-Martin Vandermaesen unterstellte.

## Invasion
Am 22. November 1810 waren alle britischen Truppen und Schiffe versammelt und Bertie befahl dem Geschwader, sich vor Grand Baie zu treffen, das trotz widriger Winde früh am 29. November erreicht wurde. Die Vorhut landete ohne Gegenwehr und bis 21 Uhr waren sowohl die Royal Marines als auch die gesamte Vorhut an Land. Keating übernahm das Kommando über die Vorhut und rückte auf Fort Malartic vor, wobei sich die Garnison vor seinen Truppen zurückzog und das Fort beim Verlassen in die Luft sprengte. Am Morgen des 30. November stieß Keating nach Süden zum Fluss Tombeau vor. Dort lieferten sich seine Truppen Gefechte mit den französischen Verteidigern auf der anderen Seite des Flusses, bei denen Decaen selbst durch eine Musketenkugel leicht verwundet wurde. Die Brücke über den Fluss war von einer Miliztruppe gehalten worden, die sich jedoch vor dem britischen Vorstoß zurückzog und es nicht schaffte, die Brücke zu sprengen, so dass Keating sie rasch überqueren und Port Louis bedrohen konnte. In Grand Baie war der Rest der Invasionsstreitkräfte bis zum Mittag an Land gegangen, wobei Abercromby selbst auf See zu blieb und den Vormarsch von der Küste aus verfolgte.

General Decaen beauftragte Vandermaesen, mit seinen 1.300 Mann eine starke Stellung am Fuße der Montague Longue einzunehmen. Am 1. Dezember rückte General Abercromby beim Tagesanbruch vor. Dabei erlitt die Artillerie durch französischen Beschuss schwere Verluste. Die Briten hatten nun offenes Gelände erreicht und marschierten direkt auf Vandermaesen zu. Der französische General ließ sie bis auf wenige Meter herankommen, wo sie mit Musketensalven empfangen und zurückgeworfen wurden. Abercromby teilte darauf seine Truppen, um die Flanken der Franzosen zu umfassen. Vandermaesen, der befürchtete, abgeschnitten zu werden, zog sich unter weiter anhaltendem Druck durch die Briten langsam nach Port Loius zurück. Abercromby hielt an und postierte seine Linke bei Montagne Longue, einer Erhebung, die sich etwa 4 km nordöstlich der Stadt steil aus der Ebene erhebt, und stellte ein Bataillon auf dem Gipfel auf.
Decaen und Vandermaesen bereiten für den nächsten Tag einen Gegenangriff. Kurz darauf erfuhr Decaen, dass die Briten von Montagne Longue kommend in Moka eingedrungen waren und sich von Süden her auf die Hauptstadt zubewegten. Später stellte sich heraus, dass es sich um französische Truppen handelte, die aus einem Gebiet im Landesinneren kamen. Als Decaen am Morgen des 2. Dezember von weiteren britischen Verstärkungen erfuhr, die bei Petite Riviere eingetroffen waren, bat er um einen Waffenstillstand, um die Bedingungen für eine Kapitulation zu besprechen. Um 22 Uhr trafen sich beide Parteien und unter der Bedingung, dass die französischen Soldaten und Seeleute nach Frankreich zurückgeschickt werden sollten, kapitulierte Deacon schließlich.
Obwohl einige in den britischen Streitkräften mit den Bedingungen der Kapitulation unzufrieden waren, waren die britischen Befehlshaber erleichtert, dass die Invasion noch vor dem Beginn der Zyklon-Saison Ende des Monats abgeschlossen war. Während die Zahl der während der zweitägigen Kämpfe gefallenen britischen Soldaten etwa 28 betrug, waren auf dem Transport zur Insel zwei- bis dreimal so viele gestorben. Weitere 94 wurden verwundet und 45 galten als vermisst. Die Zahl der französischen Opfer ist nicht bekannt.

## Nachwirkungen
Die Eroberung der Île de France markierte das Ende der französischen Überseegebiete im Indischen Ozean. Unter britischer Herrschaft erhielt die Insel ihren ursprünglichen Namen Mauritius zurück. Gouverneur der Île Bourbon Robert Townsend Farquhar übernahm die administrative Kontrolle der Insel. Darüber hinaus konnten die Briten die Fregatten Manche, Astrée, Bellone, Minerve, Iphigénie, Néréide sowie die Korvette Victor, und die Brigg Entreprenant als Prisen erbeuten. Mauritius blieb nach dem Ende des Krieges 1814 in britischer Hand und wurde nach der Erlangung seiner Unabhängigkeit 1968 Teil des britischen Commonwealth.